# Henri Padou
Henri Padou (Tourcoing, 15 de mayo de 1898 † Tourcoing, 19 de noviembre de 1981) fue un jugador de waterpolo y nadador francés.

## Biografía
Como muchos de su tiempo practicó las dos disciplinas: natación y waterpolo.
Por muchos aficionados franceses fue conocido como el hombre que nadó con Johnny Weissmüller en las olimpiadas de 1924 de París.
Le pusieron el apodo de le grand canard (el gran pato) por su corpulencia 1,90 m y 100 kg y sus grandes pies.

## Títulos
Como jugador de waterpolo de la selección francesa
- Bronce en los juegos olímpicos de Ámsterdam 1928
- Oro en los juegos olímpicos de París 1924